# Noturus stanauli
Noturus stanauli је зракоперка из реда Siluriformes и фамилије Ictaluridae. 

## Угроженост
Ова врста се сматра рањивом у погледу угрожености врсте од изумирања.

## Распрострањење
Сједињене Америчке Државе су једино познато природно станиште врсте.

## Станиште
Станиште врсте су слатководна подручја.